# 比エネルギー
比エネルギー(specific energy)は、質量当たりのエネルギーとして定義される。例えば、物質に貯蔵された熱量や内部エネルギー、エンタルピー、ギブス自由エネルギー、ヘルムホルツ自由エネルギー等の熱力学的特性の定量に用いられる。また、物体の運動エネルギーや位置エネルギーにも用いられる。エネルギーや質量は示量性であるが、比エネルギーは示強性である。
比エネルギーの国際単位系における一貫性 (単位系)のある単位は、J/kgであるが、特に食物に関してはcal/kgやkcal/kg、工学の分野ではヤード・ポンド法のBtu/kg等の単位も用いられることがある。放射の形で体組織に吸収されたエネルギーについては、特にグレイやシーベルトという単位を用いる。
比エネルギーの概念は、化学におけるモルエネルギー（物質のモル当たりのエネルギー）と関連するが、別のものである。物質が決まったモル質量を持っていたとしても、モルは無次元単位であるためである。そのため、モルエンタルピーのようなモル量の定量には、J/molやkcal/mol等の単位を用いる。
3.6で割ることで、MJ/kgの単位をkWh/kgの単位に変換することができる。熱力学の法則が示すように、抽出される利用可能エネルギーは、常に貯蔵エネルギーよりも小さくなる。

## 食物の比エネルギー
比エネルギーは、含まれるエネルギーの量を食物の質量や体積で割った値であり、J/kg(一貫性 (単位系)のある単位)の他に、cal/g、kcal/g、J/g、kJ/g、cal/mL、kcal/mL、J/mL、kJ/mL等の単位でも表される。食物のエネルギーは、通常カロリーの単位で表されるので、食物の比エネルギーは、「カロリー密度」とも呼ばれる。
比エネルギーは、食物が健康な組織で摂取され、代謝された時に放出されるエネルギーである（生理的熱量を参照）。食物は酸素とともに代謝され、二酸化炭素と水等の廃棄物となる。アルコールを除き、食物エネルギーの源は、食物の乾重量の90%を占める炭水化物、脂質、タンパク質である。従って、比エネルギーに最も影響を及ぼす因子は、水分量である。炭水化物とタンパク質の比エネルギーは4cal/g(17kJ/g)であり、脂質はそれより2.25倍高い9cal/g(38kJ/g)である。従って、水分量が同じ場合、脂質の多い食物の方が、炭水化物とタンパク質の多い食物よりも比エネルギーが高い。また、食物繊維や糖アルコールのように吸収率の低い栄養素は、食物の比エネルギーを低下させる。食物として平均的な比エネルギーは、1.6-3cal/g(7-13kJ/g)であり、サーモン、赤身肉、パン等がこの範囲に収まる。3cal/gを超える比エネルギーを持つ食物は高カロリー食品で、クラッカー、チーズ、チョコレート、ピーナッツ等が該当する。

## 宇宙力学
運動エネルギーや位置エネルギーは重力によって変わるため、宇宙力学では、ただのエネルギーよりも比エネルギー（出力密度）がよく用いられる。